# Henjo Richter
Henjo Oliver Richter (ur. 24 listopada 1963 w Hamburgu) – niemiecki muzyk. W wieku 6 lat rozpoczął naukę gry na pianinie, jednak po pewnym czasie zmienił ten instrument na gitarę akustyczną. Wszystko to sprawiło, że Henjo w wieku 13 lat miał swój pierwszy zespół, w którym grał na swojej pierwszej gitarze elektrycznej. W 1982 zastąpił Rolanda Grapow'a w Rampage. Później grał również w Charon, Mydra i Cath the Rainbow. Kontrakt z Gamma Ray podpisał po tym, gdy Dirk Schlächter powrócił do gry na basie i w zespole zabrakło drugiego gitarzysty. Udziela się także w Easy Livin'.